# Leonel Conde
Leonel Conde (Montevideo, 9 dicembre 1936 – 2001) è stato un calciatore uruguaiano, di ruolo portiere.

## Carriera

### Club
Inizia la carriera nel Cerro, con cui nella stagione 1954 ottiene il sesto posto finale. L'anno dopo è chiuso al terzo posto, risultato bissato la stagione seguente. Nella stagione 1957 ottiene il quinto posto, nel 1958 l'ottavo e nel 1959 il quarto. Nella Primera División Uruguaya 1960 Conde con il Cerro chiude il campionato in testa a pari punti con il Peñarol, club con cui disputò uno spareggio che vide l'affermazione dei giallo-neri per tre ad uno.
Nel 1960 lascia la patria per trasferirsi in Messico per giocare nel Necaxa. Nel 1965 lascia il Necaxa per giocare con il Morelia.
Nell'estate 1967 viene ingaggiato dagli statunitensi dell'Oakland Clippers, con cui vince la NPSL I, progenitrice insieme alla USA, della più nota NASL. L'anno dopo sempre con i Clippers disputa la prima edizione della NASL, chiusa al secondo posto della Pacific Division. In entrambe le stagioni con i Clippers fu il secondo di Mirko Stojanović, potendo così disputare poche partite.
Nel 1969 viene ingaggiato dal Kansas City Spurs con cui vince la North American Soccer League 1969 da titolare inamovibile. La stagione seguente fu chiusa da Conde ed i suoi al secondo posto della Northern Division, piazzamento che non bastò per raggiungere la finale della NASL.
Nella stagione 1971 passa ai Washington Darts, con cui ottiene il terzo posto della Southern Division.

## Palmarès
- NPSL I: 1

Oakland Clippers: 1967
- North American Soccer League: 1

Kansas City Spurs: 1969